# Montenegro i olympiska vinterspelen 2022
Montenegro deltog i de olympiska vinterspelen 2022 i Peking i Kina mellan den 4 och 20 februari 2022.
Montenegros lag bestod av tre idrottare (två män och en kvinna) som tävlade i två sporter. Eldar Salihović och Jelena Vujičić var landets fanbärare under öppningsceremonin. Vid avslutningsceremonin var en volontär landets fanbärare.

## Alpin skidåkning
| Idrottare       | Gren                 | Åk 1    | Åk 1      | Åk 2             | Åk 2             | Totalt           | Totalt           |
| Idrottare       | Gren                 | Tid     | Placering | Tid              | Placering        | Tid              | Placering        |
| --------------- | -------------------- | ------- | --------- | ---------------- | ---------------- | ---------------- | ---------------- |
| Eldar Salihović | Herrarnas storslalom | 1.18,84 | 47        | 1.22,70          | 42               | 2.41,54          | 41               |
| Eldar Salihović | Herrarnas slalom     | 1.09,61 | 50        | 1.02,21          | 39               | 2.11,82          | 42               |
| Jelena Vujičić  | Damernas storslalom  | DNF     | DNF       | Gick inte vidare | Gick inte vidare | Gick inte vidare | Gick inte vidare |
| Jelena Vujičić  | Damernas slalom      | DNF     | DNF       | Gick inte vidare | Gick inte vidare | Gick inte vidare | Gick inte vidare |

## Längdskidåkning
Distans
| Idrottare          | Gren                          | Tid     | Diff.    | Placering |
| ------------------ | ----------------------------- | ------- | -------- | --------- |
| Aleksandar Grbović | Herrarnas 15 km klassisk stil | 52.44,9 | +14.50,1 | 93        |

Sprint
| Idrottare          | Gren             | Kval    | Kval      | Kvartsfinal      | Kvartsfinal      | Semifinal        | Semifinal        | Final            | Final            |
| Idrottare          | Gren             | Tid     | Placering | Tid              | Placering        | Tid              | Placering        | Tid              | Placering        |
| ------------------ | ---------------- | ------- | --------- | ---------------- | ---------------- | ---------------- | ---------------- | ---------------- | ---------------- |
| Aleksandar Grbović | Herrarnas sprint | 3.24,12 | 84        | Gick inte vidare | Gick inte vidare | Gick inte vidare | Gick inte vidare | Gick inte vidare | Gick inte vidare |